# Стшижево-Смикове
Стшижево-Смикове (пол. Strzyżewo Smykowe) — село в Польщі, у гміні Ґнезно Гнезненського повіту Великопольського воєводства.
Населення — 152 особи (2011).
У 1975-1998 роках село належало до Познанського воєводства.

## Демографія
Демографічна структура станом на 31 березня 2011 року:
|          | Загалом | Допрацездатний вік | Працездатний вік | Постпрацездатний вік |
| -------- | ------- | ------------------ | ---------------- | -------------------- |
| Чоловіки | 75      | 19                 | 49               | 7                    |
| Жінки    | 77      | 20                 | 39               | 18                   |
| Разом    | 152     | 39                 | 88               | 25                   |